# La Grande-Paroisse
La Grande-Paroisse is een gemeente in het Franse departement Seine-et-Marne (regio Île-de-France) en telt 2472 inwoners (2004). De plaats maakt deel uit van het arrondissement Provins.

## Geografie
De oppervlakte van La Grande-Paroisse bedraagt 29,2 km², de bevolkingsdichtheid is 84,7 inwoners per km².
De onderstaande kaart toont de ligging van La Grande-Paroisse met de belangrijkste infrastructuur en aangrenzende gemeenten.

## Demografie
Onderstaande figuur toont het verloop van het inwonertal (bron: INSEE-tellingen).